# Orthogrammica
Orthogrammica é um gênero de traça pertencente à família Arctiidae.